# Бубекин, Владимир Михайлович
Владимир Михайлович Бубекин (1904 — 28 октября 1937) — советский журналист. Ответственный (главный) редактор газеты «Комсомольская правда» с июля 1932 по июль 1937 года.

## Образование
Окончил 4 класса гимназии в г. Владимире (1918).

## Карьера
- Заведующий военно-спортивным отделом укома комсомола.
- Заместитель редактора газеты «Плуг и молот».
- Ответственный секретарь укома РКСМ.
- В 1923—1925 заведовал политпросветотделом губкома комсомола.
- Создал молодёжную газету «Знамя ленинца».
- С апреля 1928 года по январь 1930 года ответственный секретарь газеты «На смену» (Свердловск).
- С 1930 года заместитель главного редактора газеты «Комсомольская правда».
- С июля 1932 года ответственный (главный) редактор газеты «Комсомольская правда».
- 26 января—10 февраля 1934 года делегат XVII съезда ВКП(б)[7].
- 5 июля 1937 года арестован (по версии Василия Гроссмана редактора вызвали через репродуктор на стадионе «Динамо» и после этого задержали). 28 октября 1937 Военной коллегией Верховного Суда СССР приговорён к высшей мере наказания, в этот же день расстрелян. Место захоронения — полигон «Коммунарка».
- Реабилитирован 28 декабря 1955 года[8].

## Награды
Орден Красной Звезды — за выдающиеся заслуги в деле улучшения боевого органа комсомола «Комсомольской Правды» (май 1935 года).